# Bečva
Bečva (tjekkisk udtale: [ˈbɛtʃva] ; tysk: Betschwa, også Betsch, Beczwa) er en flod i Tjekkiet . Det er en venstre biflod til floden Morava . Bečva er skabt af to kildevandløb, den nordlige Rožnovská Bečva (hvis dal adskiller de märisk-schlesiske beskider i nord fra Hostýn-Vsetín-bjergene i syd) og den sydlige Vsetínská Bečva (hvis dal adskiller Hostýn-Vsetín-bjergene i nord fra Javorníky i syd). Den er 61,6 km lang, og dens afvandingsareal er 1.613 km2.

## Galeri
- Sammenløbet med Morava
- Hůrka u Hranic
- Ved Grymov
- Dæmning ved Osek nad Bečvou